# Arbeitsgemeinschaft für Wissenschaftliche Psychotherapie
Die Arbeitsgemeinschaft für Wissenschaftliche Psychotherapie ist ein Fortbildungsinstitut für aktuelle psychotherapeutische Verfahren mit Niederlassung im deutschsprachigen Raum. Sie bietet Fortbildungsmöglichkeiten für alle im therapeutischen Bereich tätig Personen, die sich in aktuellen, empirisch überprüften, der Verhaltenstherapie nahestehenden Verfahren fortbilden möchten.
Ein Fortbildungsschwerpunkt der AWP ist die Fortbildung in Verfahren zur Behandlung von Persönlichkeitsstörungen. Hierzu zählen insbesondere die Dialektisch-Behaviorale Therapie zur Behandlung einer Borderline-Persönlichkeitsstörung sowie die Schematherapie nach Jeffrey E. Young an. Weitere Fortbildungen betreffen vor allem Verfahren, welche der sogenannten dritte Welle der Verhaltenstherapie zugeordnet werden können (Verbindung der klassischen verhaltenstherapeutischen und kognitiven Techniken mit Strategien der Akzeptanz, Weisheit, kognitiven Distanzierung und Dialektik).